# Atletismo nos Jogos Pan-Americanos de 2011 - Salto em altura feminino
A competição do salto em altura feminino foi um dos eventos do atletismo nos Jogos Pan-Americanos de 2011, em Guadalajara. Foi disputada no Estádio Telmex de Atletismo no dia 26 de outubro.

## Calendário
Horário local (UTC-6).
| Data          | Horário | Fase  |
| ------------- | ------- | ----- |
| 26 de outubro | 16:00   | Final |

## Medalhistas
| Ouro   | CUB Leysani Mayor  |
| Prata  | VEN Marielys Rojas |
| Bronze | MEX Romary Rifka   |

## Recordes
Recordes mundial e pan-americano antes da disputa dos Jogos Pan-Americanos de 2011.
| Tipo                             | Atleta             | Marca  | Local        | Data                 |
| -------------------------------- | ------------------ | ------ | ------------ | -------------------- |
|                                  | Stefka Kostadinova | 2,09 m | Roma         | 30 de agosto de 1987 |
| Recorde dos Jogos Pan-Americanos | Coleen Sommer      | 1,96 m | Indianápolis | 13 de agosto de 1987 |

## Resultados

### Final
| Pos.              | Atleta               | País               | 1.60 | 1.65 | 1.70 | 1.75 | 1.78 | 1.81 | 1.84 | 1.87 | 1.89 | 1.91 | 1.89 | Resultado | Obs.                 |
| ----------------- | -------------------- | ------------------ | ---- | ---- | ---- | ---- | ---- | ---- | ---- | ---- | ---- | ---- | ---- | --------- | -------------------- |
| Medalha de ouro   | Lesyani Mayor        | CUB Cuba           | –    | –    | –    | o    | –    | o    | o    | o    | o    | xxx  | o    | 1.89      | Recorde da temporada |
| Medalha de prata  | Marielys Rojas       | VEN Venezuela      | –    | o    | o    | o    | o    | o    | o    | o    | o    | xxx  | x    | 1.89      | Recorde da temporada |
| Medalha de bronze | Romary Rifka         | MEX México         | –    | –    | o    | o    | o    | o    | xxo  | xo   | o    | xxx  |      | 1.89      |                      |
| 4                 | Deirdre Mullen       | USA Estados Unidos | –    | –    | –    | –    | –    | o    | o    | xxx  |      |      |      | 1.84      |                      |
| 5                 | Valdiléia Martins    | BRA Brasil         | –    | –    | –    | o    | o    | o    | xxo  | xxx  |      |      |      | 1.84      |                      |
| 6                 | Fabiola Ayala        | MEX México         | –    | –    | o    | o    | o    | xo   | xxo  | xxx  |      |      |      | 1.84      |                      |
| 7                 | Levern Spencer       | LCA Santa Lúcia    | –    | –    | –    | –    | –    | o    | x-   | –    | –    | xx   |      | 1.81      |                      |
| 8                 | Kimberley Williamson | JAM Jamaica        | –    | o    | o    | xo   | xo   | xxx  |      |      |      |      |      | 1.78      |                      |
| 9                 | Gabriela Saravia     | PER Peru           | o    | o    | xxx  |      |      |      |      |      |      |      |      | 1.65      |                      |
| 10                | Jorgelina Rodríguez  | ARG Argentina      | xo   | xxo  | xxx  |      |      |      |      |      |      |      |      | 1.65      |                      |

Legenda
| Recorde mundial                  | Recorde mundial (World record)               |                       | Recorde africano                      | Recorde africano (African) |                                           | Q | Classificado por posição (Qualified) |
| Recorde dos Jogos Pan-Americanos | Recorde pan-americano (Pan-American record)  | Recorde da América    | Recorde da América (Americas)         | q                          | Classificado por melhor tempo (Qualified) |   |                                      |
| Melhor marca do ano              | Melhor marca do ano (World leading)          | Recorde asiático      | Recorde asiático (Asian)              | DNS                        | Não largou (Did not start)                |   |                                      |
| Recorde nacional                 | Recorde nacional (National record)           | Recorde europeu       | Recorde europeu (European)            | DNF                        | Não terminou (Did not finish)             |   |                                      |
| Recorde pessoal                  | Recorde pessoal do atleta (Personal best)    | Recorde da Oceania    | Recorde da Oceania (Oceania)          | DSQ / DQ                   | Desclassificado (Disqualified)            |   |                                      |
| Recorde da temporada             | Recorde da temporada do atleta (Season best) | Recorde sul-americano | Recorde sul-americano (South America) | NM                         | Sem marca (No mark)                       |   |                                      |